# Казан (подводница)
Вижте пояснителната страница за други значения на Казан.
„Казан“ (на руски: Казань) е руска многоцелева атомна подводница.
Тя е втората от класа четвърто поколение „Ясен М“, което ще рече модифицирана. По този М проект са предвидени общо 7 подводници  за руския ВМС, колкото са главите на древногръцката „Хидра“ (с първата и един специален подводен апарат за Северния ледовит океан). За разлика от проект „Борей“ тези атомни подводници не са само нападателни, а имат различно предназначение – от унищожаване морски цели, като цели флотилии със самолетоносачи на противника – до удари по сушата. 
Нейното строителство започва през 2012 година в заводите „Севмаш“ в Северодвинск. Името ѝ е също символично, понеже по случай превземането на Казан първият руски цар Иван Грозни издига храма Свети Василий Блажени (Москва).
Спусната на вода на 31 март 2017 г. Основното ѝ въоръжение са модифицирана версия на ракети вода-вода „Оникс“ (вероятно заместени от новите и суперсекретни „Циркон“), както и многофункционалните „Калибър“. 
Подводницата е изцяло произведена в предприятия от руския военнопромишлен комплекс, т.е. няма нищо в нея от страните в бившия СССР. В известен смисъл е уникална , още повече че с нея се слага началото на нов руски подводен стратегически проект в Северния ледовит океан, който е строго пазена държавна тайна. 